# Carga hueca

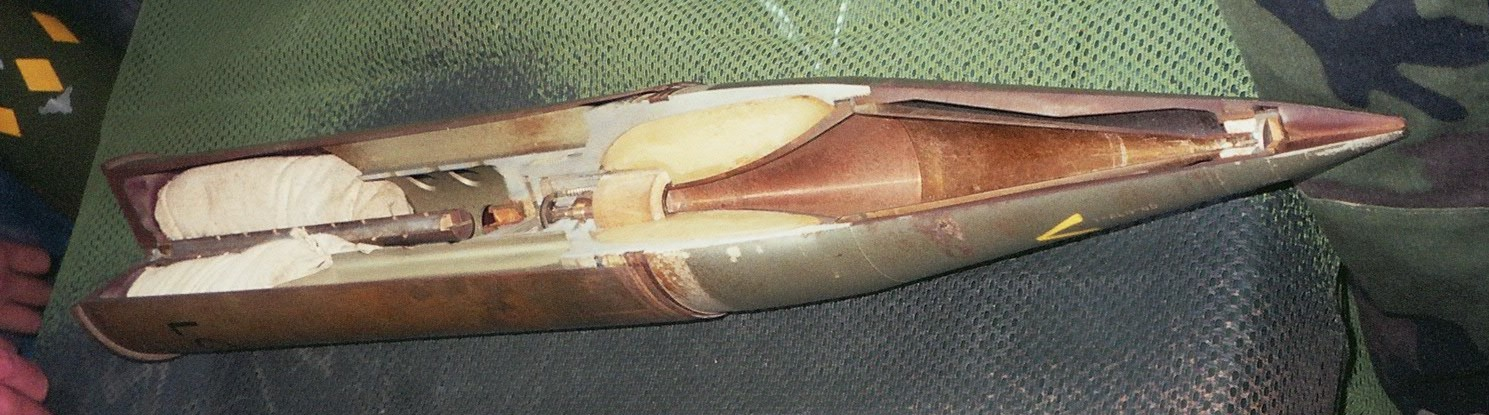
Sección de un proyectil HEAT con la configuración de carga hueca visible en su interior; el cono hueco de cobre está en la parte superior del proyectil; justo debajo del cono, la zona amarilla contiene el explosivo.

La carga hueca es una técnica de construcción de proyectiles explosivos. Consiste en redirigir y concentrar la fuerza de la explosión del proyectil, con el fin de superar un blindaje. 
El principio de la carga hueca consiste básicamente en aprovechar la fuerza de la explosión de la carga del proyectil de carga hueca para fundir el metal de un blindaje.
El proyectil impacta contra el blindaje enemigo, se detona la carga explosiva y debido a la forma en que está dispuesta es proyectada hacia delante, con fuerza y velocidad de 8000 m/s y 10 000 kg/cm² de presión.
El efecto se incrementa añadiendo un recubrimiento metálico en forma de cono invertido al explosivo; este recubrimiento es fundido por la detonación, formándose un dardo semilíquido que es proyectado contra el acero enemigo fundiendo el blindaje.
El efecto se consigue disponiendo el explosivo en forma cóncava (forma de tazón vacío) o cónica alrededor de un cono, generalmente de cobre. Al producirse la explosión, la fuerza de esta «rebota» en el interior del cono, desviándose de forma perpendicular a las paredes de este. El efecto resultante es una suma de las componentes normales en el centro del cono, convirtiéndose en un chorro de gases (plasma) a alta presión y temperatura, que arrastra al metal fundido del propio cono y lo proyecta hacia el punto de impacto del proyectil, con lo que se produce un efecto de penetración de hasta 30 o 40 cm en hormigón o acero.
El ángulo más adecuado para el cono es 60 grados, también hay que optimizar la distancia de la base del cono al blindaje con lo que se mejora sensiblemente el poder de penetración, este sistema de disponer el explosivo en forma de carga hueca se basa en el efecto Munroe.
Los paneles separadores (planchas metálicas, o rejillas de metal) dispuestos a unos decímetros de distancia del blindaje principal, anulan casi por completo los efectos de este tipo de munición.
Comenzó a utilizarse en la Segunda Guerra Mundial, por parte de Estados Unidos en sus bazoocas, capturados y copiados por Alemania, en sus armas personales anticarro Panzerfaust. Durante la Guerra del Golfo, los tanques M1 Abrams norteamericanos utilizaron el proyectil de carga hueca STalbot y destruyeron muchos T-62 y T-55 al penetrar la coraza de estos, incinerar a la tripulación y posteriormente hacer detonar todos los explosivos en su interior.